# Kıblepınar, Yenişehir
Kıblepınar là một xã thuộc huyện Yenişehir, tỉnh Bursa, Thổ Nhĩ Kỳ. Dân số thời điểm năm 2011 là 53 người.